# Sovromtransport
Sovromtransport a fost o societate de navigație româno-sovietică de tip SovRom, prima de acest tip, înființată la 14 iulie 1945 și care avea ca scop exploatarea în comun a mijloacelor și resurselor de transport ale Statului Român, în vederea plății datoriei de război către Uniunea Sovietică. 
Înființarea ei a vut loc în contextul armistițiului încheiat în 1944 de România cu Uniunea Sovietică. Armistițiul prevedea ca navele comerciale maritime și fluviale să fie preluate de partea sovietică, ca o contribuție a părții române la efortul de susținere a războiului antihitlerist. România a contribuit cu 16 nave. O dată războiul încheiat, în 1945, din cele 16 nave ale flotei maritime din dotarea Serviciului Maritim Român, preluate de sovietici, doar 2 au mai fost returnate. Era vorba despre motonava „Transilvania” și de vaporul mixt „Ardeal”.
La constituirea Sovromtransport, partea sovietică a contribuit cu 4 cargouri iar partea română a contribuit cu cele două nave dar, mai important, cu închirierea șantierelor navale de la Constanța, Drobeta Turnu-Severin și Brăila. Cargourile sovietice se aflau într-un stadiu avansat de uzură și necesitau reparații constante. În următorii ani, au mai fost achiziționate alte 4 cargouri, 2 construite în România și 2 construite în Ungaria.
Societatea a fost desființată în 1954, lăsând locul Întreprinderii de Navigație Maritimă - NAVROM, înființată prin HCM 368 și aflată sub controlul exclusiv al Statului Român.